# Bo Hembæk Svensson
Bo Hembæk Svensson (født 2. juni 1964) er den danske erhvervsleder (ejer af softwarefirmaet Convergens), der i 2007, under pseudonymet John Doe, skrev en advarende e-mail om bedrageriet i IT Factory til firmaets bestyrelsesformand Asger Jensby.
https://borsen.dk/nyheder/generelt/ibm-leder-advaret-om-bagger-svindel
https://www.berlingske.dk/virksomheder/her-er-it-factory-skandalens-deep-throat